# Liste der denkmalgeschützten Objekte in Kirchbach-Zerlach
Die Liste der denkmalgeschützten Objekte in Kirchbach-Zerlach enthält die 6 denkmalgeschützten, unbeweglichen Objekte der österreichischen Gemeinde Kirchbach-Zerlach im steirischen Bezirk Südoststeiermark.

## Denkmäler
| Foto  |                 | Denkmal                                                                    | Standort                                                                    | Beschreibung | Metadaten |
| ----- | --------------- | -------------------------------------------------------------------------- | --------------------------------------------------------------------------- | --- | --- |
| ja    | Datei hochladen | Ortskapelle HERIS-ID: 60529 Objekt-ID: 72844                               | Glatzau Standort KG: Kirchbach in Steiermark                                | | BDA-Hist.: Q38092074 Status: § 2a Stand der BDA-Liste: 2025-06-30 Name: Ortskapelle GstNr.: 1334 Ortskapelle Glatzau                                                  |
| ja BW | Datei hochladen | Schloss Waldegg (altes und neues Schloss) HERIS-ID: 30592 Objekt-ID: 27344 | Glatzau 23 Standort KG: Kirchbach in Steiermark                             | | BDA-Hist.: Q21861551 Status: Bescheid Stand der BDA-Liste: 2025-06-30 Name: Schloss Waldegg (altes und neues Schloss) GstNr.: 1313, .356 Schloss Waldegg (Steiermark) |
| ja    | Datei hochladen | Kath. Filialkirche hl. Anna HERIS-ID: 60535 Objekt-ID: 72850               | Kirchbach in Steiermark 147, gegenüber Standort KG: Kirchbach in Steiermark | Die Filialkirche oberhalb des Ortes wurde 1656 auf älterer Grundlage erbaut und im 19. Jahrhundert erweitert. Im Chor ist ein spätgotisches Sakristeiportal erhalten. Die Einrichtung stammt aus dem Jahr 1721.                                                                  | BDA-Hist.: Q38092098 Status: § 2a Stand der BDA-Liste: 2025-06-30 Name: Kath. Filialkirche hl. Anna GstNr.: .167 Kath. Filialkirche hl. Anna, Kirchbach in Steiermark |
| ja    | Datei hochladen | Kath. Pfarrkirche hl. Johannes d.T. HERIS-ID: 60525 Objekt-ID: 72840       | Standort KG: Kirchbach in Steiermark                                        | Die Pfarrkirche ist ein Bau aus dem späten 15. Jahrhundert, der von 1830 bis 1836 vergrößert wurde. Der zweijochige Chor ist gotisch; der Westturm mit Zwiebelhelm möglicherweise im Kern spätgotisch, aber mit 1836 bezeichnet. Die Inneneinrichtung ist vorwiegend spätbarock. | BDA-Hist.: Q38092064 Status: § 2a Stand der BDA-Liste: 2025-06-30 Name: Kath. Pfarrkirche hl. Johannes d.T. GstNr.: 281/2 Pfarrkirche Kirchbach in Steiermark         |
| ja    | Datei hochladen | Marienkapelle HERIS-ID: 58370 Objekt-ID: 69003                             | Zerlach 2, östlich Standort KG: Zerlach                                     | | BDA-Hist.: Q38082788 Status: Bescheid Stand der BDA-Liste: 2025-06-30 Name: Marienkapelle GstNr.: .230/1 Marienkapelle Zerlach                                        |
| ja    | Datei hochladen | Ortskapelle Mariahilf in Dörfla HERIS-ID: 25908 Objekt-ID: 22358           | Kapellenweg 2, neben Standort KG: Zerlach                                   | | BDA-Hist.: Q37897332 Status: Bescheid Stand der BDA-Liste: 2025-06-30 Name: Ortskapelle Mariahilf in Dörfla GstNr.: .139/1 Ortskapelle Mariahilf, Dörfla              |